# Puppet
En informàtica, Puppet és una eina d'administració de configuració de codi lliure. S'executa en sistemes Unix i també en Windows, i inclou el seu llenguatge declaratiu propi per a descriure la configuració del sistema.
Puppet és produït per Puppet Labs, fundat per Luke Kanies el 2005. Està escrit en Ruby i alliberat com a programari lliure sota llicència GNU General Public License (GPL) fins a la versió 2.7.0 i posteriorment Llicència Apache 2.0.

## Descripció
Puppet està dissenyat per dirigir la configuració de sistemes Unix i Windows. L'usuari descriu recursos de sistema i el seu estat, utilitzant el llenguatge declaratiu del Puppet o bé un DSL de Ruby. Aquesta informació és emmagatzemada en arxius anomenats "Puppet manifests". Puppet descobreix la informació del sistema mitjançant una utilitat anomenada Facter, i compila els manifests de Puppet en un catàleg específic del sistema que conté les fonts i les dependències de les fonts. Qualsevol acció presa pel Puppet és llavors reportada.
El Puppet consisteix d'una llengua declarativa per descriure la configuració del sistema, la qual pot ser aplicada directament al sistema, o compilada en un catàleg i distribuïda pel sistema utilitzant l'arquitectura client-servidor (amb una API REST), i l'agent utilitza els proveïdors específics dels sistema per a reforçar els recursos especificats en els manifests.
El Puppet utilitza l'arquitectura dirigida pels models de domini, fet que requereix un coneixement de programació limitat per utilitzar-lo.

## Plataformes i usuaris
Construït per ser Multiplataforma, en distribucions Linux incloent CentOS, Debian, Fedora, Mandriva, Oracle Linux, RHEL, Scientific Linux, SUSE i Ubuntu, així com en múltiples sistemes d'Unix (Solaris, BSD, Mac OS X, AIX, HP-UX), i té suport per Microsoft Windows.
El Puppet és utilitzar per la Wikimedia Fundació, ARIN, Mozilla, Reddit, CERN, Dell, Rackspace, Zynga, Twitter, la Borsa de Nova York, PayPal, Disney, Citrix Systems, Spotify, TubeMogul, Oracle, Yandex, la Universitat de Los Angeles de Califòrnia, la Universitat de Texas Del nord, el Laboratori National de Los Alamos, Stanford Universitat, Purdue Universitat, Lexmark, QVC, Intel, i Google, entre d'altres.